# Rainieria alternata
Rainieria alternata är en tvåvingeart som beskrevs av Cresson 1926. Rainieria alternata ingår i släktet Rainieria och familjen skridflugor. Inga underarter finns listade i Catalogue of Life.